# 22 Pułk Piechoty (II RP)
22 Pułk Piechoty (22 pp) – oddział piechoty Wojska Polskiego II RP.
W okresie międzywojennym stacjonował w garnizonie Siedlce. Wchodził w skład 9 Dywizji Piechoty
W okresie 1918–1922 pułk używał nazwy 22 Siedlecki pułk piechoty. W 1922 r. dowódca pułku ppłk Henryk Krok-Paszkowski w myśl uchwały korpusu oficerskiego 22 pp zabiegał w MSWojsk. o nadanie tej nazwy jednostce, co jednak nie zostało uskutecznione. Latem 1922 ten sam dowódca zwrócił się także do przeprowadzającego inspekcję Szefa Sztabu Generalnego gen. Władysława Sikorskiego z prośbą o przyjęcie szefostwa pułku. Gen. Władysław Sikorski przyjął prośbę, uzależniając definitywną zgodę od zezwolenia MSWojsk., co również nie zostało uskutecznione.

## Formowanie pułku
22 pułk piechoty powstał jako Siedlecki Okręgowy Pułk Piechoty 25 listopada 1918 roku w Siedlcach z Polaków z byłej armii rosyjskiej, nowozwerbowanych, batalionu Polskiej Siły Zbrojnej oraz członków Okręgu III Polskiej Organizacji Wojskowej obejmującego obwody: Siedlce, Łuków, Garwolin, Mińsk Mazowiecki, Jadów, Węgrów, Sokołów, jak również pewien obszar za Bugiem. Obwód siedlecki wystawił trzy kompanie (1 kp – pchor. Antoni Głuchowski, 2 kp – pchor. Henryk Picheta, 3 kp – pchor. Władysław Kamiński), obwód łukowski wystawił dwie kompanie (pchor. Stefan Zdanowski sformował dwie kompanie, z których jedna jako 4 kp weszła w skład I batalionu 22 pp zaś druga pod komendą pchor. Stanisława Zdanowskiego, późniejszego wiceprezydenta i burmistrza Siedlec została wcielona do utworzonego później batalionu zapasowego). Z obwodu garwolińskiego ppor. Bolesław Studziński pokierował do Siedlec 6 kp. Obwód węgrowski dał 7 kp z plut. z Sokołowa, a obwody Mińsk Mazowiecki i Jadów stworzyły 8 kp. Pchor. Wiktor Drymmer zza Bugu przyprowadził silną kompanię, stacjonującą dotychczas w Siemiatyczach pod dowództwem por. Lucjana Janiszewskiego, tocząc drobne potyczki z patrolami 12 Armii niemieckiej. Kompania ta została ściągnięta do pułku dopiero w lutym 1919 roku do Brześcia n. Bugiem i została włączona do I batalionu. Na początku nosiła nr 8., lecz przemianowano ją na 1. Po przeprowadzonej mobilizacji mniejsze oddziały pozostały w miastach powiatowych, zaś reszta odeszła do Siedlec. Dowódca III Okręgu POW w Siedlcach – ppor. Władysław Horyd „Przerwic” rozpoczął formowanie batalionów z luźnych kompanii. Na terenie miasta rozpoczął również formowanie jednego batalionu piechoty. Urząd Zaciągowy Polskiej Siły Zbrojnej, którego kadrę stanowił plut. ppor. Albina Nowotnego. Pluton ten stawił się w Siedlcach w przeddzień rozbrojenia. Oddziały POW i PSZ odczuwały ogromny brak oficerów. W tym celu Ministerstwo Spraw Wojskowych przydzieliło do Siedlec kilku oficerów oraz kilkunastu podchorążych, absolwentów ze szkoły podchorążych w Warszawie i Ostrowi Mazowieckiej. W dniu 25 listopada 1918 r. przybył do Siedlec płk Wacław Pażuś, mianowany dowódcą Siedleckiego Okr. Wojsk. Płk Wacław Pażuś brał czynny udział w pracach powstawania pułku. 6 grudnia nastąpiła likwidacja III Okręgu POW i jej oddziały zostały podporządkowane dowódcy Siedleckiego Okręgu Wojskowego. W ten sposób powstały dwa 4-komp. bataliony – I batalion pod dowództwem ppor. Włodzimierza Kwiatkowskiego i II batalion pod dowództwem por. Stanisława Kobylińskiego oraz dwie kompanie stanowiące zalążek III batalionu. W połowie grudnia poszczególne kompanie połączyły się tworząc bardzo silny 4/I bp. II batalion pod dowództwem kpt. Fryderyka Stanka stanowiły dwie kompanie (5. i 6.) w Siedlcach oraz dwie kompanie (7. – pozostała na obszarze pow. węgrowskiego i sokołowskiego i 8. – na odcinku siemiatyckim). III batalion pod dowództwem por. Stanisława Kobylińskiego posiadał dawną 1. kompanię, która została przemianowana na szkołę podoficerską oraz kompanię pozostawioną w charakterze garnizonu Łukowa. Organizację 22 pp w zasadniczy sposób oparto na wzorach pułków PSZ. Pod koniec grudnia MSWojsk. oddzieliło funkcję dowódcy Okr. Siedl. od dowódcy Siedleckiego Okręgowego Pułku Piechoty i dowództwo nad pułkiem otrzymał płk Kazimierz Chromiński (faktyczny pierwszy dca 22 pp). 4 stycznia 1919 r. do pułku przybył z 5 pp Legionów mjr Henryk Krok-Paszkowski i objął dowództwo nad I batalionem. W tym samym miesiącu w Białej Podlaskiej pułk uzupełniono częścią rozwiązanej „Grupy płk. Eugeniusza Pogorzelskiego”, której żołnierze utworzyli 3 kompanię II batalionu. W tym czasie stan 22 pp wynosił już 11 oficerów, 18 podchorążych i ok. 700 szeregowych. Ekwipunek i uzbrojenie początkowo przedstawiało się fatalnie. Brakowało mundurów, płaszczy i chlebaków, więc z tego powodu wielu żołnierzy posiadało nadal cywilne ubrania, podarte buty oraz różnego rodzaju walizki i tobołki. Uzbrojenie stanowiły wysłużone karabiny poniemieckie (przeważnie wz. 88 i Mauser wz. 98, w większości bez bagnetów). Na stanach kompanii brakowało kuchni polowych.
W grudniu 1919 batalion zapasowy pułku stacjonował w Siedlcach.

## Walki o granice 1919-1920

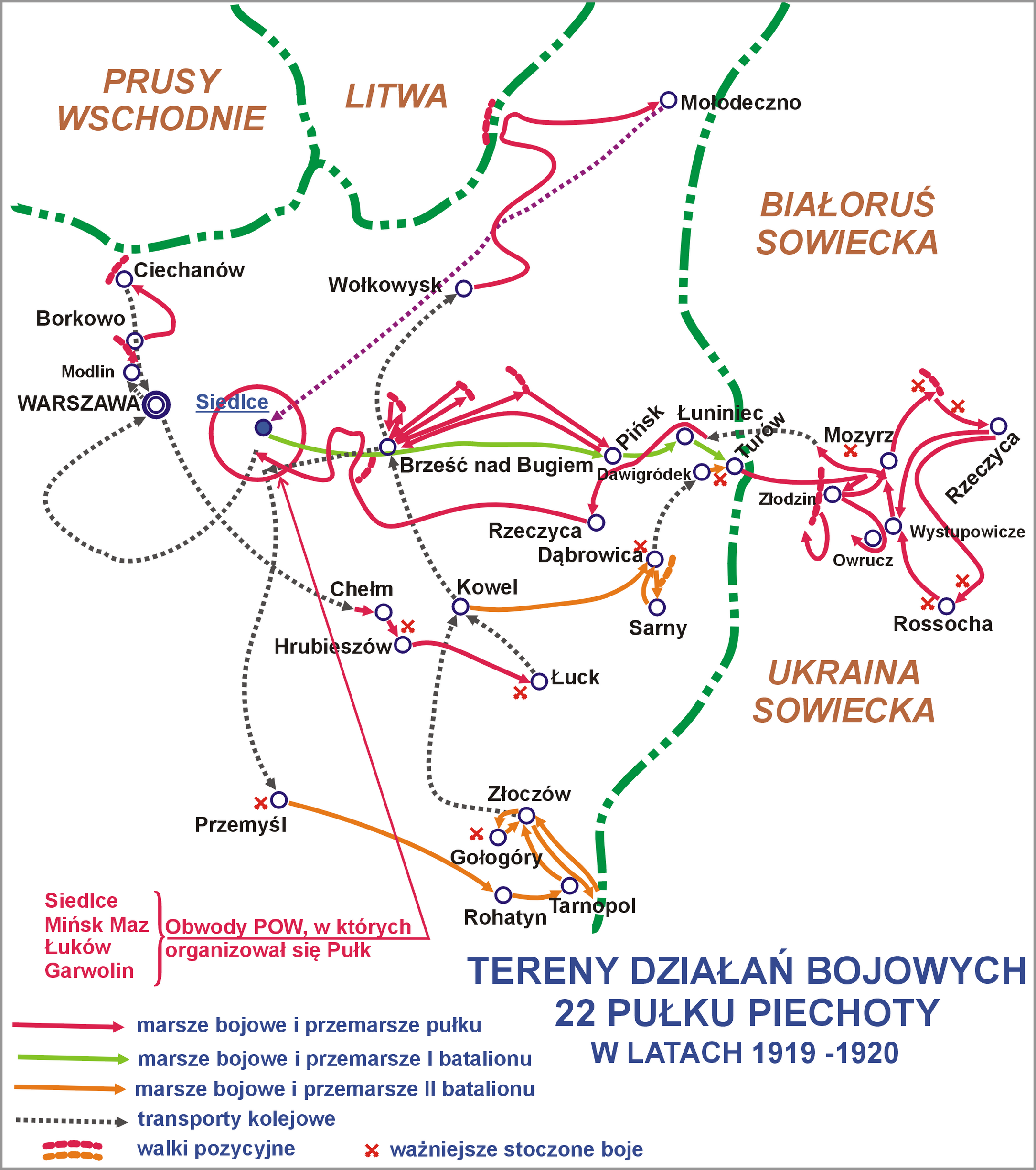
Tereny działań pułku w latach 1919–1920

4 stycznia 1919 r. pułk został wcielony do Grupy Operacyjnej „Podlasie” gen. mjr. Antoniego Listowskiego (w skład Grupy Podlaskiej wchodziły: 22 pp, 34 pp, szwadron 2 puł. oraz bateria 6 pal). W tym czasie Grupa Podlaska liczyła: 102 oficerów, 205 podoficerów, 2164 szeregowych, 4 działa, 19 cekaemów oraz pociąg pancerny „Kaniów” (później także „Generał Antoni Listowski”). Grupa ta obsadzała fragment odcinka linii demarkacyjnej z wojskiem niemieckim, okupującym teren tzw. „Ober-Ostu” (tereny za Bugiem). Pod dowództwem płk. Kazimierza Chromińskiego pułk w składzie sile I i II batalionu przyjechał z Siedlec do Białej Podlaskiej. W dniach 9–19 stycznia I/22 pp obsadził linię demarkacyjną polsko-niemiecką na odcinku Janów Podlaski–Sławatycze, po czym powrócił na postój do Białej Podlaskiej. Ten okres pułk wykorzystał na szkolenie i dalszą organizację. Po wyposażeniu pułku w ciężkie karabiny maszynowe (były, to poniemieckie cekaemy Maxim MG 08 7,92 mm oraz zdobyczne rosyjskie Maximy wz. 10 kal. 7,62 mm) zorganizowano i przeszkolono 1. i 2. kompanię karabinów maszynowych.
Miesiąc później oddziały 22 pułku brały udział w walkach przeciw oddziałom armii niemieckiej okupujących Brześć n. Bugiem (9 lutego żołnierze 22 pp zajęli forty Terespola i Brześcia tłumiąc pożary wzniecane przez uciekających Niemców; wcześniej w nocy z 5 na 6 lutego brali udział w nieudanym ataku (dowodził dca 34 pp mjr Aleksander Narbutt-Łuczyński) na forty Terespola, gdzie dostali się razem z 34 pp pod krzyżowy ogień niemieckich karabinów maszynowych – płk Kazimierz Chromiński miał pokierować odwrotem oddziałów polskich spod Kobylan). 17 lutego 1919 komendantem garnizonu w Brześciu został płk Kazimierz Chromiński. W swoim pierwszym boju przeciw Rosjanom opanowali (3. komp. w składzie kolumny mjr. Władysława Dąbrowskiego) w dniu 24 lutego 1919 r. stację kolejową w Pińsku (zdobyto 1 parowóz i 200 wagonów). 9 marca 1919 r. II batalion uzupełniony do stanu czterech kompanii został przerzucony w rejon walk w Małopolsce Wschodniej. 11 marca II batalion walczył jako odwód 12 pp z Ukraińcami pod Przemyślem (okolice fortów Jaksmanice i Mogiłki) – stracił 6 zabitych (w tym pchor. Teodora Wierzbickiego) i 3 wziętych do niewoli. Następnie batalion od 24 marca w grupie płk. Józefa Beckera bronił Dołhomościsk i walczył w Grupie płk. Władysława Sikorskiego pod Dębową Doliną i folwarkiem Karolówką. 22 kwietnia, na skutek zatargu pomiędzy płk. Kazimierzem Chromińskim, a gen. Antonim Listowskim (ten drugi wystawił kłamliwą i krzywdzącą opinię o dcy 22 pp w meldunku do Naczelnego Dowództwa; płk Kazimierz Chromiński wyrokiem Sądu Wojskowego z 5 sierpnia 1919 r. z postawionych zarzutów został oczyszczony) dowództwo pułku objął ppłk Władysław Grabowski. II batalion w dniach 31 maja – 1 czerwca 1919 r. zwyciężył pod Horodyszczem i pod Poczapińcami (zagarnął, wtedy 4 działa i 18 karabinów maszynowych). Po walce z piechotą i kawalerią przeciwnika zajął Tarnopol, gdzie zdobył wielkie składy materiałów i sprzętu wojennego. Po uderzeniu Ukraińców II batalion wycofał się do Gołogór. Wziął udział w pierwszej fazie polskiej kontrofensywy czerwcowej. Po tym wydarzeniu II batalion został przetransportowany na Wołyń, gdzie 20 lipca opanował Strzelsk, odparł nieprzyjacielskie przeciwuderzenie i zajął Sarny. W tym okresie I batalion 22 pp wyruszył na front poleski. W maju 1919 r. batalion wyróżnił się w działaniach obronnych nad Jasiołdą oraz w walkach na południe od Prypeci. W dniach 2–11 lipca 1919 r. współdziałał z innymi oddziałami piechoty, kawalerii oraz z Flotyllą Pińską w ataku na Łuniniec. Batalion odniósł szczególne sukcesy pod Płotnicą, Łachwą i Turowem. W czasie obrony Łunińca I batalion bronił się nieustępliwie przed trzykrotną przewagą bolszewików. 2 sierpnia na linii Olszany – Remel – Moczule odparł aż 8 ataków przeciwnika. W drugiej połowie sierpnia na Polesiu doszło do połączenia dowództwa oraz wszystkich trzech batalionów 22 pp – pułk wszedł w skład XVIII Brygady 9 DP. 22 pp stoczył szereg walecznych bojów jesienią i zimą 1919 r., zwłaszcza nad Ptyczą i Uborcią. Oddziały pułku okryły się chwałą bijąc się w styczniu i lutym 1920 r. w śmiałych wypadach pod Pawłówką, Remiesami, Łuczenkami i Kazimierówką. W okresie 4 – 6 marca oddziały 22 pp brały udział w operacji na Mozyrz. Opór nieprzyjaciela został złamany, Mozyrz, Barbarów i Jelsk zostały opanowane – w ręce Polaków wpadły 22 statki rzeczne. W walkach o Kalenkowicze 22 pp uczestniczył poszczególnymi batalionami – I batalion bił się pod Jełaniem (razem z II batalionem) i Strakowiczami, a III batalion w rejonie Sławeczna. Wskutek wysiłków oddziałów polskich bolszewikom nie udała się próba odbicia Kalenkowicz. Pod koniec kwietnia 1920 r. Naczelny Wódz – Marszałek Józef Piłsudski zainicjował operacje zaczepne na Ukrainie. Głównym zadaniem 9 DP było osiągnięcie Dniepru pomiędzy Berezyną, a Prypecią. 22 pp działając w tej akcji w dwóch grupach złamał z łatwością opór wroga i doszedł w rejon Rzeczycy.
Najwspanialszego czynu bojowego pułk dokonał 12 czerwca 1920 r. W tym dniu oddziały siedleckiego pułku broniły przedmieścia Rzeczycy na Dnieprze (pod Unożną i Ozierszczyzną) potężnymi i pełnymi poświęcenia przeciwuderzeniami. Nieprzyjaciel poniósł ciężkie straty w żołnierzach i sprzęcie – ogień Polaków zniszczył oddziały czterech pułków wroga. Dzień bitwy pod Rzeczycą był obchodzony uroczyście jako święto pułkowe. Podczas postoju w Rzeczycy nastąpiły zasadnicze zmiany w obsadzie oficerskiej stanowisk w 22 pp: ppłk Władysław Grabowski odszedł do 4 Armii (objął dowództwo w detaszowanym 59 pułku piechoty wielkopolskiej), a nowym dowódcą pułku został odważny w boju mjr Henryk Krok-Paszkowski. Dowódcą I batalionu został ppor. Mieczysław Janowski, dcą II batalionu por. Stanisław Małek, a dowódcą III batalionu kpt. Aleksander Gembal. W tym samym okresie pozostałe jednostki 22 pp gromiły nieprzyjaciela, który wdarł się do stanowisk polskich pod Karpiłówką i Kopaczami nad Uszą. W czasie odwrotu armii polskich pułk cofając się przez Polesie wykazał w toczonych ciągle walkach wysokie morale i tężyznę fizyczną. Pomimo krwawych strat 22 i 23 lipca pułk szturmem wyparł bolszewików poza Styr. Następnie Siedlczanie odznaczyli się w obronie linii Bugu. Pułk dotarł do Łukowa
11 sierpnia pułk pomaszerował do stacji kolejowej Krzywda, z której odjechał w kierunku Modlina. Trzy dni później pułk przybył do Modlina, gdzie wszedł w skład 5 Armii. Podczas Bitwy Warszawskiej 22. pp najchlubniej zapisał się udziałem w zdobyciu Nasielska, Pułtuska, Ciechanowa i Mławy.
Swój ostatni wielki bój pułk stoczył 5 września 1920 r. w rejonie Hrubieszowa z konnicą Siemiona Budionnego. 4 szarże kawalerii rosyjskiej rozbiły się o nieustępliwą zaporę pułku pod Teratynem, Mojsławicami i Jankami. Następnie po tym wydarzeniu 22 pp walczył z bolszewikami na Wileńszczyźnie, a na końcu z Litwinami (w wojsku Litwy Środkowej). Po przerwaniu działań wojennych z Litwą pułk wchodzący w skład 9 DP został przerzucony w rejon Mołodeczna. Zakwaterowany po wsiach w fatalnych warunkach mieszkaniowych i zaopatrzeniowych pełnił straż na kresach Rzeczypospolitej w tzw. „korytarzu łotewskim”. Pomimo tych ciężkich warunków pułk został zorganizowany na etat pokojowy, stworzono kadrę zawodową, przeszkoloną według nowych polskich regulaminów, a także wyszkolono kilka roczników żołnierzy rezerwy i rekrutów. We wrześniu 1922 r. nastąpił powrót 22 pp do Siedlec, z których, to przed czterema laty pułk wyruszył na wojnę.
Za chlubne wykonywanie postawionych mu ciężkich zadań pułk uzyskał najwyższe uznanie wszystkich przełożonych, pod rozkazami, których działał. W komunikatach Sztabu Generalnego, ogłaszających światu chwałę oręża polskiego, 22 pp wymieniono aż 15 razy. Na imienne wyróżnienie zasłużyło trzech oficerów:
- kpt. Robert Zawadzki,
- kpt. Piotr Sapiecha,
- ppor. Bolesław Studziński.

22 pp wziął ok. 5000 jeńców, zdobył: 3 sztandary pułkowe,18 dział i ok. 300 karabinów maszynowych, 300 koni z siodłami, 7 statków wodnych, 10 lokomotyw, kilkaset wagonów z materiałami wojennymi, wiele wozów i kuchni polowych, kilkadziesiąt aparatów telegraficznych i telefonicznych, kilka kompletnych kancelarii wyższych dowództw, dużo broni ręcznej i amunicji.
Stracił 24 oficerów i 235 szeregowych zabitych.
Na piersiach żołnierzy pułku (3 września 1920 r. pod Chełmem Naczelny Wódz osobiście udekorował dowódcę oraz kilku żołnierzy 22 pp) zabłysło 56 srebrnych krzyży Orderu Wojennego Virtuti Militari V klasy (tym samym odznaczeniem 4 grudnia 1920 r. w Łazdunach k. Lidy Marszałek Józef Piłsudski udekorował sztandar Pułku) i 484 Krzyże Walecznych (w tym 68 zdobyli oficerowie).

## Batalion zapasowy 22 pp oraz 222 Pułk Piechoty Ochotniczej

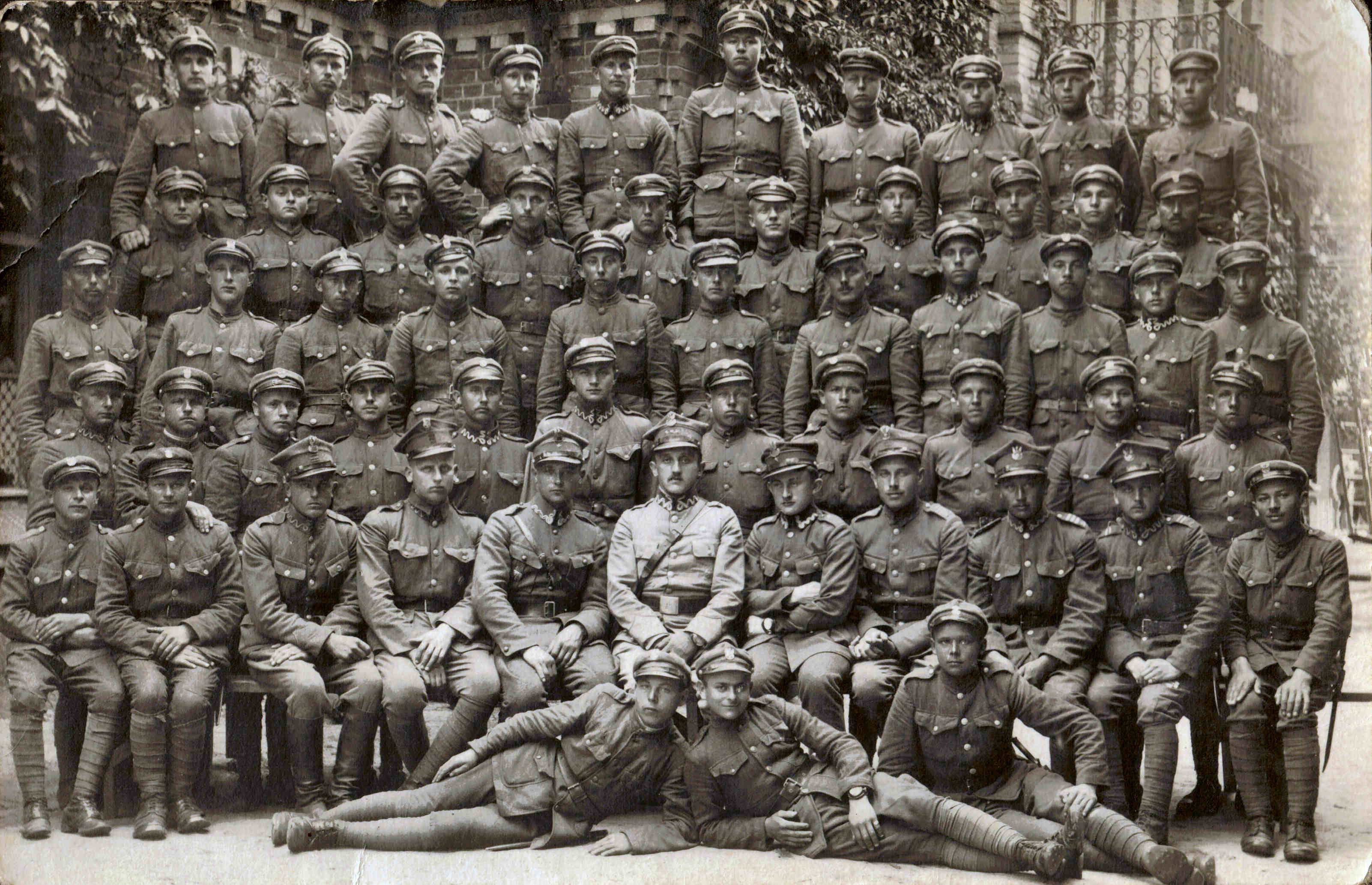
Szkoła podoficerska batalionu zapasowego 22 pp wiosną 1920 roku. W środku siedzi kpt. Wacław Kostek-Biernacki, dowódca batalionu. Drugi na prawo od dowódcy siedzi plut. Wincenty Kobyliński, szef szkoły

W lutym 1919 roku rozkazem Dowództwa Siedleckiego Okręgu Wojskowego powstał w Siedlcach batalion zapasowy 22 pp. 6 lutego kpt. Wacław Kostek-Biernacki objął dowództwo batalionu i sprawował je do 8 października 1920 roku.
Zadaniem batalionu zapasowego oprócz pełnienia służby garnizonowej było szkolenie rekrutów i uzupełnianie nimi stanu 22 pp na froncie. W okresie najtrudniejszych walk z bolszewikami (lipiec – sierpień 1920 r.) batalion zapas. 22 pp wraz z siedleckim Komitetem Obrony Narodowej zorganizował w Siedlcach ochotniczy 222 pp, którego dowództwo objął kpt. Wacław Kostek-Biernacki. 222 pp nie osiągnął stanu większego niż 3 komp. Pod koniec lipca 1. kompania 222 pp pod dowództwem ppor. Wacława Hankiewicza wysłano nad Bug do obrony odcinka koło Niemirowa i została ona wcielona do 18 pp. 4 sierpnia pozostałe 2 kompanie pułku (dowódcą 3 kompanii był ppor. Otton Pawłowicz) wraz z całym siedleckim garnizonem zostały ewakuowane w kierunku na Dęblin, gdzie przekroczyły Wisłę. Po dotarciu do Radomia żołnierze zostali załadowani do wagonów towarowych i wyruszyli na Śląsk Cieszyński w celu zabezpieczenia granicy z Czechosłowacją. 222 pp zakwaterowany został w budynku szkolnym w Skoczowie, po czym po miesiącu powrócił do garnizonu w Siedlcach. Od września do grudnia 1920 r. pułk pełnił służbę kordonową oczyszczając teren Podlasia z bolszewickich niedobitków oraz pełnił służbę wartowniczą w siedleckiej Stacji Koncentracyjnej dla jeńców i dezerterów. W grudniu 222 pp został rozwiązany, a jego żołnierze zostali wysłani jako uzupełnienie do 22 pp. Żołnierzem 222 pp był m.in. aktor Jacek Woszczerowicz i Zygmunt Michałowski. Pod komendą kpt. Biernackiego żołnierze batalionu zapas. 22 pp oraz 222 pp z polecenia „lotnych wojskowych sądów doraźnych” wykonywali na terenie Siedlec wyroki śmierci na dezerterach z Wojska Polskiego oraz ludności sprzyjającej bolszewikom. 23 października 1920 roku dowództwo batalionu objął kpt. Jerzy Oskierka-Kramarczyk i sprawował je do 13 stycznia 1922 roku. W tym czasie batalion zapas. przygotowywał siedleckie koszary na powrót 22 pp ze wschodu oraz pełnił służbę garnizonową. 21 stycznia 1922 roku dowódcą batalionu został mjr Ludwik Eugeniusz Stankiewicz. W kwietniu 1922 roku batalion został rozwiązany, a w jego miejsce została utworzona kadra batalionu zapasowego i włączona w skład 22 pp.

### Kawalerowie Virtuti Militari
| Żołnierze pułku odznaczeni Krzyżem Srebrnym Orderu Wojennego Virtuti Militari za wojnę 1918-1920 | Żołnierze pułku odznaczeni Krzyżem Srebrnym Orderu Wojennego Virtuti Militari za wojnę 1918-1920 | Żołnierze pułku odznaczeni Krzyżem Srebrnym Orderu Wojennego Virtuti Militari za wojnę 1918-1920 |
| ------------------------------------------------------------------------------------------------ | ------------------------------------------------------------------------------------------------ | ------------------------------------------------------------------------------------------------ |
| mjr Henryk Krok-Paszkowski                                                                       | kpt. Paweł Stefański                                                                             | por. Aleksander Gembal                                                                           |
| por. Stanisław Małek                                                                             | por. Tadeusz Wasilewski                                                                          | ppor. Stefan Dokalski                                                                            |
| ppor. Józef Domański                                                                             | ppor. Marian Drobik                                                                              | ppor. Wiktor Drymmer                                                                             |
| ppor. Aleksander Fiszer                                                                          | ppor. Zygmunt Horyd                                                                              | ppor. Mieczysław Janowski                                                                        |
| ppor. Władysław Kamiński                                                                         | ppor. Bronisław Kowalczewski                                                                     | ppor. Michał Magda                                                                               |
| ppor. Lucjan Nadrowski                                                                           | ppor. Henryk Picheta                                                                             | ppor. Stefan Radomski                                                                            |
| ppor. Edward Rożnowski                                                                           | ppor. Bolesław Studziński                                                                        | ppor. Jerzy Albin de Tramecourt                                                                  |
| ppor. Zygmunt Wojciechowski                                                                      | pchor. Wacław Ptaszyński                                                                         | sierż. Kazimierz Bancerowski                                                                     |
| sierż. Józef Chudzikiewicz                                                                       | sierż. Aleksander Daniluk                                                                        | śp. sierż. Tadeusz Dmowski                                                                       |
| sierż. Wiktor Janiszewski                                                                        | sierż. Wacław Kozłowski                                                                          | sierż. Bolesław Kucharek                                                                         |
| sierż. Stanisław Kulbicki                                                                        | sierż. Stanisław Łożawski                                                                        | sierż. Narcyz Plewko                                                                             |
| sierż. Ludwik Rusiecki                                                                           | sierż. Edward Zabielski                                                                          | sierż. Paweł Zborowski                                                                           |
| plut. Wojciech Barej                                                                             | plut. Józef Dąbrowski                                                                            | plut. Stanisław Doleżałek                                                                        |
| plut. Ludwik Jakimiak                                                                            | plut. Andrzej Luty                                                                               | plut. Stanisław Pianko                                                                           |
| kpr. Aleksander Fedoruk                                                                          | kpr. Julian Grochowiec                                                                           | kpr. Władysław Jeliński                                                                          |
| kpr. Franciszek Józko                                                                            | plut. Władysław Kaczor                                                                           | plut. Antoni Krauze                                                                              |
| kpr. Antoni Lenarczyk                                                                            | kpr. Wincenty Łukasiuk                                                                           | plut. Aleksander Nowak                                                                           |
| kpr. Michał Putkowski                                                                            | st. szer. Jan Jasny                                                                              | st. szer. Stefan Maćkowski                                                                       |
| st. szer. Bolesław Pawlikowski                                                                   | szer. Józef Piłka                                                                                |                                                                                                  |

Ponadto 68 oficerów i 416 szeregowych zostało odznaczonych Krzyżem Walecznych. Wśród odznaczonych był por. Jerzy Antoni Kochanowski (zm. 13 listopada 1923 w Siedlcach).

### Oficerowie pułku polegli w wojnie 1919-1920
1. kpt. Józef Mazerski †28 X 1919
2. por. Marian Czerniewski †26 VI 1920 Bogutycze/Jelsk
3. por. Zygmunt Domański †17 V 1920 Zołotucha
4. por. Tadeusz Karol Górski „Szary” †16 XI 1918 Siedlce
5. por. Zygmunt Opaliński
6. por. Franciszek Koy „Zameczek” †5 IV 1919 Waliszcze
7. ppor. dr Emil Bardach †1919
8. st. sierż. Aleksander Daniluk †23 II 1920 Kazimierówka
9. ppor. Bolesław Gliński †4 V 1920 Kukujewicze
10. ppor. Stanisław Grabski †17 VI 1920 Rossocha
11. ppor. Wacław Karpowicz †1920 Kalenkowicze
12. ppor. Mieczysław Kobierzycki †26 VI 1920 Jelsk
13. ppor. Wacław Miecznikowski †28 XII 1919 Kruszniki
14. ppor. Michał Perzanowski †20 X 1919 Bujnowicze
15. ppor. Jan Pławski †10 XI 1920 Siedlce
16. ppor. Sylwester Wollenberg †4 VIII 1920 Oskrzenica
17. ppor. Feliks Załęski †1 VII 1920 Nowosiółki
18. ppor. Antoni Zaręba †7 IV 1919
19. chor. Piotr Onyszkiewicz †1919 Brzeżany
20. pchor. Henryk Bachrach †30 IX 1919 Bujnowicze
21. pchor. Stefan Pietrzyk †21 VII 1920 Rzeczyca nad Styrem
22. pchor. Teodor Wierzbicki †13 III 1919 Popowicze-Galicja

## Okres międzywojenny

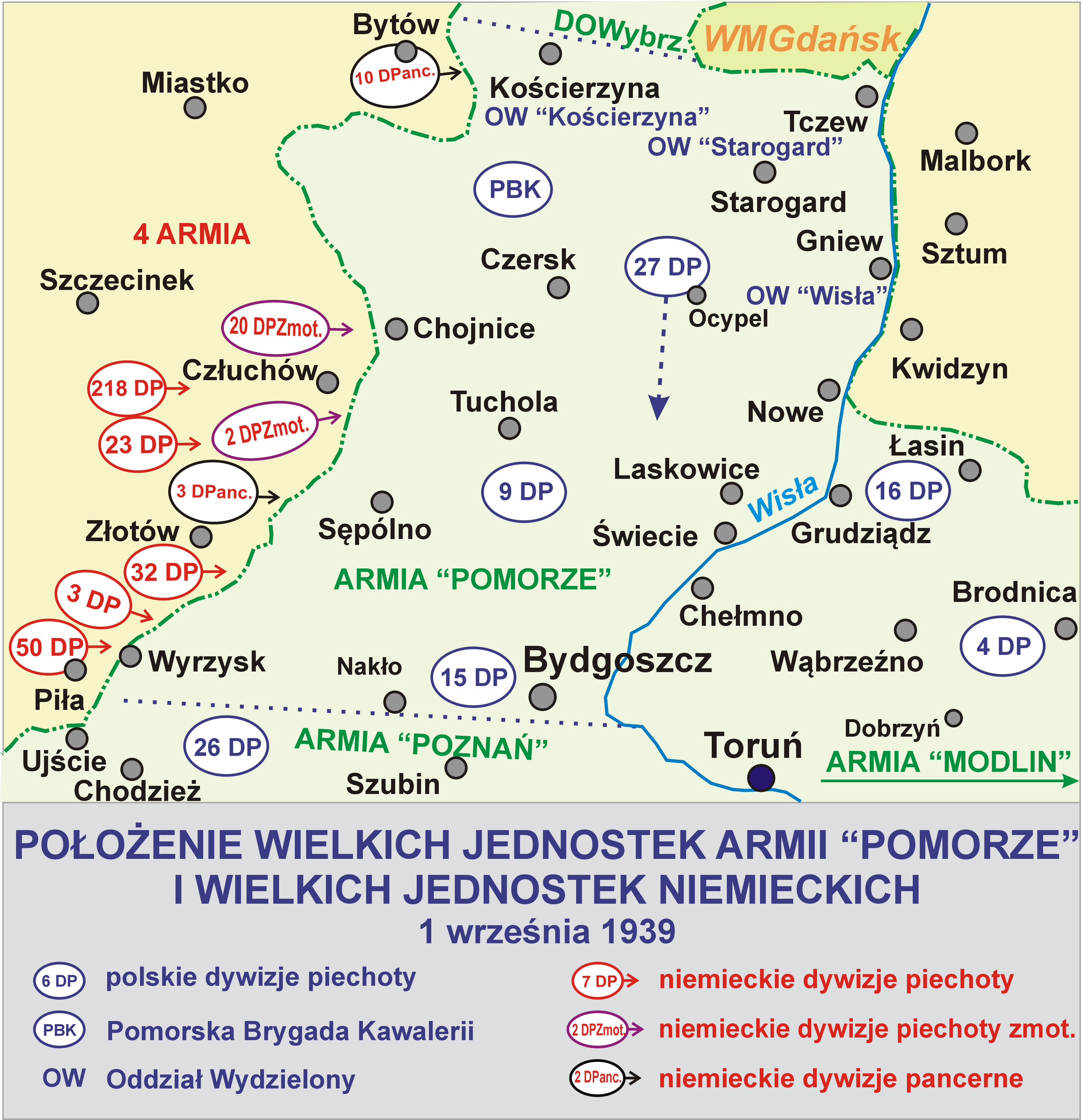
Pułk walczył w składzie 9 DP

Bój o przedmoście bydgoskie

We wrześniu 1922 r. powstał Wojskowy Klub Sportowy 22 pułku piechoty.
Pod koniec 1922 pułk odszedł w głąb kraju. I i III bataliony liniowe oraz batalion sztabowy zostały rozlokowane w Siedlcach, a II batalion w Zambrowie.
22 pp brał czynny udział w utrzymywaniu porządku po zabójstwie pierwszego Prezydenta Rzeczypospolitej Polskiej – Gabriela Narutowicza w warszawskiej Galerii Zachęta.
Jesienią 1923 r. II batalion powrócił do Siedlec na stałe. Kadra batalionu zapasowego stacjonowała w Siedlcach.
W trakcie pobytu marszałka Ferdynanda Focha w Polsce poczet sztandarowy pułku brał udział w defiladzie w Warszawie. Ten sam sztandar uczestniczył także w czasie ceremonii odsłonięcia Grobu Nieznanego Żołnierza.
12 maja 1926 r. 22 pp jako jeden z pierwszych oddziałów stawił się w sile dwóch batalionów (I i III) w Warszawie (Rembertów) by wesprzeć Józefa Piłsudskiego podczas przewrotu majowego. W walkach poległo pięciu żołnierzy pułku, w tym jeden oficer:
- kpt. Lucjan Nadrowski,
- st. szer. Klemens Daniluk,
- szer. Mieczysław Donksza,
- szer. Bolesław Kawałek,
- szer. Nikifor Panasiuk.

4 czerwca 1926 roku na Zamku Królewskim w Warszawie kompania honorowa 22 pp wraz ze szwadronem 1 pułku szwoleżerów wzięła udział w uroczystości zaprzysiężenia prof. Ignacego Mościckiego na urząd Prezydenta Rzeczypospolitej Polskiej (22 pp „obstawiał” w tym dniu cały zamek). Prezydent oraz towarzyszący mu marszałek Józef Piłsudski odebrał raport od dowódcy 1 kp – kpt. Jerzego Albina de Tramecourt. Bataliony 22 pp przebywały w stolicy w charakterze wzmocnienia warszawskiego garnizonu do 1 lipca 1926 roku.
19 maja 1927 roku Minister Spraw Wojskowych marszałek Polski Józef Piłsudski ustalił i zatwierdził dzień 16 sierpnia, jako datę święta pułkowego. Pułk obchodził swoje święto w rocznicę bitwy pod Borkowem, stoczonej w 1920 roku.
Na podstawie rozkazu wykonawczego Ministerstwa Spraw Wojskowych do Departamentu Piechoty o wprowadzeniu organizacji piechoty na stopie pokojowej PS 10-50 z 1930 roku, w Wojsku Polskim wprowadzono trzy typy pułków piechoty. 22 pułk piechoty zaliczony został do typu I pułków piechoty (tzw. „normalnych”). W każdym roku otrzymywał około 610 rekrutów. Stan osobowy pułku wynosił 56 oficerów oraz 1500 podoficerów i szeregowców. W okresie zimowym posiadał batalion starszego rocznika, batalion szkolny i skadrowany, w okresie letnim zaś batalion starszego rocznika i dwa bataliony poborowych.
| Obsada personalna i struktura organizacyjna w marcu 1939 | Obsada personalna i struktura organizacyjna w marcu 1939 |
| Stanowisko                                               | Stopień, imię i nazwisko                                 |
| Dowództwo, kwatermistrzostwo i pododdziały specjalne     | Dowództwo, kwatermistrzostwo i pododdziały specjalne     |
| -------------------------------------------------------- | -------------------------------------------------------- |
| dowódca pułku                                            | płk Feliks Franciszek Jędrychowski                       |
| I zastępca dowódcy                                       | vacat                                                    |
| adiutant                                                 | kpt. Zdzisław Marian Dragan                              |
| starszy lekarz                                           | mjr dr Leopold Chalawa (od XII 1934)                     |
| młodszy lekarz                                           | vacat                                                    |
| II zastępca dowódcy (kwatermistrz)                       | mjr Mieczysław Bero                                      |
| oficer mobilizacyjny                                     | kpt. Romuald Nowicki                                     |
| zastępca oficera mobilizacyjnego                         | por Jan Jarnicki                                         |
| oficer administracyjno-materiałowy                       | kpt. adm. (piech.) Czesław Łagutka                       |
| oficer gospodarczy                                       | kpt. int. Juliusz Leon Tatkowski                         |
| oficer żywnościowy                                       | chor. Bolesław Werstek                                   |
| oficer taborowy                                          | por. adm. (piech.) Marian Seweryn Strzyżowski            |
| kapelmistrz                                              | ppor. kplm. Jarosław Hrouda                              |
| dowódca plutonu łączności                                | kpt. Wiktor Gilewicz                                     |
| dowódca plutonu pionierów                                | por. Tadeusz Bronisław Hazler                            |
| dowódca plutonu artylerii piechoty                       | kpt. art. Konstanty Bobbé                                |
| dowódca plutonu ppanc.                                   | por. Włodzimierz Krasuski                                |
| dowódca oddziału zwiadu                                  | por. Czesław Sulej                                       |
| I batalion                                               |                                                          |
| dowódca batalionu                                        | mjr dypl. Władysław Harland                              |
| dowódca 1 kompanii                                       | por. Antoni Molski                                       |
| dowódca plutonu                                          | ppor. Grzegorz Lwowicz-Kostrzyco                         |
| dowódca plutonu                                          | ppor. Bolesław Złomański                                 |
| dowódca 2 kompanii                                       | p.o. por. Marian Grysiewicz                              |
| dowódca 3 kompanii                                       | kpt. Kazimierz Wojciech Andruszkiewicz                   |
| dowódca plutonu                                          | ppor. Stanisław Lewczuk                                  |
| dowódca 1 kompanii km                                    | por. Tadeusz Michał Łukasik                              |
| II batalion                                              |                                                          |
| dowódca batalionu                                        | mjr Stanisław Allinger                                   |
| dowódca 4 kompanii                                       | kpt. Stanisław Kulbicki                                  |
| dowódca 5 kompanii                                       | por. adm. (piech.) Czesław Lewandowski                   |
| dowódca plutonu                                          | ppor. Paweł Malkiewicz                                   |
| dowódca plutonu                                          | ppor. Zenon Antoni Targowski                             |
| dowódca 6 kompanii                                       | kpt. Longin Galewicz                                     |
| dowódca plutonu                                          | ppor. Alojzy Jan Dziura                                  |
| dowódca plutonu                                          | ppor. Kazimierz Teodor Wierzbicki                        |
| dowódca 2 kompanii km                                    | por. Franciszek Rogulski                                 |
| dowódca plutonu                                          | ppor. Jan Józef Podbielski                               |
| III batalion                                             |                                                          |
| dowódca batalionu                                        | mjr Jan Poborowski                                       |
| dowódca 7 kompanii                                       | p o. ppor. Anatoliusz Juliusz Stanisław Białowąs         |
| dowódca 8 kompanii                                       | por. Piotr Paweł Kubaj                                   |
| dowódca plutonu                                          | ppor. Antoni Woronowicz                                  |
| dowódca 9 kompanii                                       | por. Wacław Sawicki                                      |
| dowódca plutonu                                          | ppor. Roman Paszkowski                                   |
| dowódca 3 kompanii km                                    | kpt. Jan II Leśniewski                                   |
| dowódca plutonu                                          | por. Władysław Horabik                                   |
| na kursie                                                | kpt. adm. (piech.) Józef Wyborski                        |
| na kursie                                                | kpt. Wacław Wiśniewski                                   |
| na kursie                                                | por. kontr. Jerzy Krzyżanowski                           |
| na kursie                                                | por. Zdzisław Jerzy Barbasiewicz                         |
| na kursie                                                | ppor. Adam Robert Wojtaś                                 |
| Dywizyjny Kurs Podchorążych Rezerwy 9 DP                 |                                                          |
| dowódca                                                  | mjr Władysław Mizikowski                                 |
| dowódca plutonu strzeleckiego                            | por. Marian Grysiewicz                                   |
| dowódca plutonu strzeleckiego                            | por. Bogumił Sikorski                                    |
| dowódca plutonu strzeleckiego                            | ppor. Michał Panasik                                     |
| dowódca plutonu km                                       | por. Antoni Kazimierczak                                 |
| 22 Obwód Przysposobienia Wojskowego „Siedlce”            |                                                          |
| kmdt obwodowy PW                                         | kpt. piech. Tadeusz II Marek                             |
| kmdt powiatowy PW Siedlce                                | por. kontr. piech. Mieczysław Włodarski                  |
| kmdt powiatowy PW Łuków                                  | kpt. piech. Marian Władysław Sobieszek                   |
| kmdt powiatowy PW Radzyń                                 | vacat                                                    |

## Działania bojowe w wojnie obronnej 1939
W 1939 Pułk wziął udział w kampanii wrześniowej w składzie 9 Dywizji Piechoty w Armii „Pomorze”. Wsparty przez batalion Obrony Narodowej „Koronowo” i II dywizjon 9 pal obsadzał odcinek obrony na linii Jezior Koronowskich. Oddział wydzielony 22 pp dowodzony przez mjr. Jana Poborowskiego w składzie I batalionu tego pułku wsparty przez dywizjon 9 pal obsadzał odcinek obrony w rejonie Więcborka.
1 września na odcinek obrony 22 pp uderzył niemiecki II Korpus Armijny (3 i 32 DP) z 4 Armii i po walkach w dniu 1 i 2 września 1939 r. 22 pp ponosząc ciężkie straty (rozbity III batalion i batalion ON „Koronowo”) został odrzucony w rejon Bydgoszczy, gdzie został podporządkowany 15 Dywizji Piechoty i obsadził odcinek przedmościa Bydgoszczy. 
Następnie w dniach od 4 – 6 września prowadził walki obronne w rejonie Solca Kujawskiego, a następnie w dniu 7 września bronił rejonu Aleksandrowa Kujawskiego.
Od 8 września był podporządkowany 27 Dywizji Piechoty, w składzie której toczył walki obronne w rejonie Włocławka w okolicy miejscowości Wieniec z niemiecką brygadą „Netze”. W walkach wyróżnił się II batalion 22 pp dowodzony przez mjr. Stanisława Allingera. W dniach 14–15 września 22 pp znajdujący się w rejonie Gąbina osłaniał tyły polskiego zgrupowania biorącego udział w walkach o likwidację niemieckiego przyczółka na południe od Płocka. W rejonie Gąbina planowano odtworzyć 9 DP złożoną z 22 i 35 pp, jej dowództwo miał objąć płk Feliks Jędrychowski, dowódca 22 pp. W dniu 17 września 1939 r. znajdujące się w odwrocie za Bzurę bataliony 22 pp zostały zdziesiątkowane i rozproszone przez lotnictwo niemieckie w rejonie Iłowa; w tym dniu pułk przestał istnieć jako zwarta formacja. W walkach wrześniowych dwukrotnie ranny został dowódca 7 kp ppor. Roman Paszkowski.
Zorganizowane grupy żołnierzy, w tym dowódca pułku wraz z adiutantem, kwatermistrzostwo pułku, dwa działka przeciwpancerne oraz 1 kp dowodzona przez por. Tadeusza Hazlera po walkach w Puszczy Kampinoskiej przedostały się do Warszawy. W walkach pod Babicami został rozbity III batalion pułku i poległ mjr Władysław Mizikowski, dowódca batalionu. W Wytwórni Papierów Wartościowych płk Feliks Jędrychowski przystąpił do odtwarzania komp. 22 pp. Wzmocniona 1. komp. por. Tadeusza Hazlera i nowo sformowana komp. dowodzona przez por. rez. Kazimierza Różyckiego zostały przydzielone do wsparcia 61 pp z 15 DP. Obie kompanie 22 pp wzięły udział w walkach na Wawrzyszewie. Kasa pułkowa 22 pp (kwota ok. 20 tys. zł) zasiliła kasę dowództwa obrony Warszawy.
Po kapitulacji Warszawy kilkunastu żołnierzy 22 pp dostało Krzyże Walecznych. Płk Feliks Jędrychowski po kapitulacji Warszawy wstąpił do powstającej Służby Zwycięstwa Polsce i był organizatorem struktur tej organizacji w rejonie Siedlec, inspektorem rejonowym na odcinek Częstochowy, a także na krótko komendantem okręgu Kielce w AK. Ostatni dowódca 22 pp zmarł w czasie okupacji niemieckiej w wyniku choroby.

### Kawalerowie Virtuti Militari
Żołnierze pułku odznaczeni Krzyżem Srebrnym Orderu Wojennego Virtuti Militari za wojnę obronną 1939 roku:
- por. Tadeusz Hazler,
- ppor. Roman Paszkowski,
- mjr Wacław Sawicki,
- por. Czesław Somla,
- st. sierż. Franciszek Kuczera.

| Struktura organizacyjna i obsada personalna we wrześniu 1939                                  | Struktura organizacyjna i obsada personalna we wrześniu 1939                                  | Struktura organizacyjna i obsada personalna we wrześniu 1939                                  |
| Stanowisko etatowe                                                                            | Stopień, imię i nazwisko                                                                      | Uwagi                                                                                         |
| Dowództwo pułku, organa kwatermistrzowskie jednostek pozabatalionowych i kompania gospodarcza | Dowództwo pułku, organa kwatermistrzowskie jednostek pozabatalionowych i kompania gospodarcza | Dowództwo pułku, organa kwatermistrzowskie jednostek pozabatalionowych i kompania gospodarcza |
| --------------------------------------------------------------------------------------------- | --------------------------------------------------------------------------------------------- | --------------------------------------------------------------------------------------------- |
| dowódca pułku                                                                                 | płk piech. Feliks Jędrychowski                                                                | SZP/ZWZ, †9 III 1942                                                                          |
| I adiutant                                                                                    | kpt. Kazimierz Wojciech Andruszkiewicz                                                        |                                                                                               |
| II adiutant                                                                                   | por. rez. Franciszek Przyjemski                                                               |                                                                                               |
| III adiutant (nadetat.)                                                                       | por. rez. Jan Knurzyński                                                                      |                                                                                               |
| oficer informacyjny                                                                           | ppor. rez. Jan Skup                                                                           | † IX 1939                                                                                     |
| oficer łączności                                                                              | kpt. piech. Wiktor Gilewicz                                                                   | ZWZ/AK, †10 XI 1948 Workutłag Kożwa                                                           |
| kwatermistrz                                                                                  | kpt. piech. Zdzisław Marian Dragan                                                            | niemiecka niewola                                                                             |
| zbrojmistrz (etat chor.)                                                                      | ppor. piech. rez. Stefan Warszawa                                                             |                                                                                               |
| naczelny lekarz                                                                               | kpt. lek. Roman Franciszek Gosiewski                                                          | niemiecka niewola                                                                             |
| kapelan                                                                                       | kpl. rez. ks. Józef Andrzejuk                                                                 |                                                                                               |
| płatnik                                                                                       | por. piech. rez. Stefan Karczmarz                                                             | niemiecka niewola                                                                             |
| oficer żywnościowy                                                                            | ppor. rez. Ryszard Garbaczewski                                                               |                                                                                               |
| dowódca kompanii gospodarczej                                                                 | kpt. adm. st. sp. Franciszek Kubala (?)                                                       | † 1940 Katyń                                                                                  |
| kapelmistrz                                                                                   | ppor. kplm. Jarosław Hrouda                                                                   |                                                                                               |
| I batalion                                                                                    |                                                                                               |                                                                                               |
| dowódca I batalionu                                                                           | mjr piech. Jan Poborowski                                                                     | niemiecka niewola                                                                             |
| adiutant                                                                                      | ppor. rez. Jan Marczewski                                                                     |                                                                                               |
| adiutant (ponadetat.)                                                                         | ppor. Stefan Kamiński                                                                         |                                                                                               |
| dowódca plutonu łączności                                                                     | ppor. rez. Dobrzański                                                                         |                                                                                               |
| oficer płatnik                                                                                | ppor. rez. Bohusz? Buhusz                                                                     |                                                                                               |
| oficer żywnościowy                                                                            | ppor. rez. Eliasz? por. Eljarz                                                                |                                                                                               |
| lekarz                                                                                        | por. lek. rez. dr Henryk Zalcman                                                              |                                                                                               |
| dowódca 1 kompanii strzeleckiej                                                               | por. piech. Tadeusz Bronisław Hazler                                                          | niemiecka niewola                                                                             |
| dowódca 2 kompanii strzeleckiej                                                               | por. piech. Franciszek Władysław Głuchowski                                                   | ranny 13 IX 1939, niemiecka niewola                                                           |
| dowódca I plutonu                                                                             | por. Zdzisław Szeliga                                                                         |                                                                                               |
| dowódca II plutonu                                                                            | ppor. Stanisław Kamiński                                                                      |                                                                                               |
| dowódca III plutonu                                                                           | ppor. piech. rez. Kazimierz Gersz                                                             | niemiecka niewola                                                                             |
| dowódca 3 komanii strzeleckiej                                                                | ppor. piech. rez. Władysław Kaczmarczyk                                                       | niemiecka niewola                                                                             |
| dowódca 1 kompanii ckm                                                                        | por. piech. Franciszek Rogulski                                                               | niemiecka niewola                                                                             |
| II batalion                                                                                   |                                                                                               |                                                                                               |
| dowódca II batalionu                                                                          | mjr piech. Stanisław Allinger                                                                 | PSZ w Wielkiej Brytanii                                                                       |
| dowódca II batalionu                                                                          | kpt. piech. Jan II Leśniewski                                                                 | niemiecka niewola                                                                             |
| dowódca 4 kompanii strzeleckiej                                                               | ppor. piech. Alojzy Jan Dziura                                                                | Armia Krajowa                                                                                 |
| dowódca 5 kompanii strzeleckiej                                                               | por. piech. rez. Stanisław Koszutowski                                                        | †19 IX 1939 Puszcza Kampinoska                                                                |
| dowódca 6 kompanii strzeleckiej                                                               | kpt. piech. Longin Galewicz                                                                   | †17 IX 1939 Młodzieszyn                                                                       |
| dowódca 2 kompanii ckm                                                                        | ppor. piech. Anatoliusz Juliusz Stanisław Białowąs                                            | 2 Batalion Strzelców Karpackich                                                               |
| III batalion                                                                                  |                                                                                               |                                                                                               |
| dowódca III batalionu                                                                         | mjr piech. Władysław Mizikowski                                                               | † 19 IX 1939 Łowicz                                                                           |
| dowódca 7 kompanii strzeleckiej                                                               | ppor. piech. Roman Paszkowski                                                                 | ranny 4 IX 1939, niemiecka niewola                                                            |
| dowódca 8 kompanii strzeleckiej                                                               |                                                                                               |                                                                                               |
| dowódca 9 kompanii strzeleckiej                                                               |                                                                                               |                                                                                               |
| dowódca 3 kompanii ckm                                                                        | por. piech. Wacław Sawicki                                                                    |                                                                                               |
| Pododdziały specjalne                                                                         |                                                                                               |                                                                                               |
| dowódca kompanii zwiadu                                                                       | por. piech. Czesław Sulej                                                                     | niemiecka niewola                                                                             |
| dowódca plutonu konnego                                                                       | ppor. kaw. rez. Stanisław Tomala                                                              | niemiecka niewola                                                                             |
| dowódca plutonu kolarzy                                                                       | ppor. piech. rez. Kazimierz Mądry                                                             | † 1 IX 1939                                                                                   |
| dowódca kompanii przeciwpancernej                                                             | por. piech. Antoni Molski                                                                     | niemiecka niewola                                                                             |
| dowódca plutonu artylerii piechoty                                                            | kpt. art. Konstanty Bobbé                                                                     | niemiecka niewola                                                                             |
| zastępca dowódcy plutonu artylerii piechoty                                                   | ppor. art. rez. Mieczysław Uchański                                                           |                                                                                               |
| dowódca plutonu pionierów                                                                     | ppor. rez. N. Skórka                                                                          |                                                                                               |
| dowódca plutonu przeciwgazowego                                                               | por. Wacław Sawicki                                                                           |                                                                                               |

## Symbole pułkowe

### Sztandar
W marcu 1919 roku pułk otrzymał chorągiew ufundowaną przez obywateli Siedlec. Nie odpowiadał on jednak przepisom Ministerstwa Spraw Wojskowych, na skutek czego społeczeństwo Podlasia (sejmiki powiatów: siedleckiego, łukowskiego i janowskiego) ufundowało drugi, wykonany artystycznie z pięknego materiału, który przyniósł zaszczyt zarówno ofiarodawcom, jak i jego wykonawcom. Pierwszy sztandar przedstawiał wizerunek orła, a na drugiej stronie obraz Matki Boskiej Częstochowskiej. Drugi sztandar, zgodny z regulaminem, pułk otrzymał w 1921 r.
4 grudnia 1920 roku na polach pod Łazdunami marszałek Polski Józef Piłsudski udekorował chorągiew pułku Krzyżem Srebrnym Orderu Wojennego Virtuti Militari nr 2965 .
3 listopada 1922 roku w Siedlcach marszałek Polski Józef Piłsudski wręczył pułkowi chorągiew. Podczas bankietu w kasynie oficerskim, po uroczystości poświęcenia sztandaru, Naczelny Wódz powiedział m.in. 22 Pułk Piechoty, który zaliczam do najwcześniejszych oddziałów Niepodległej Polski, rzucony został na mój rozkaz w poleskie błota, gdzie zasłynął, jako specjalista do walk błotnych. Pełniąc obowiązki wojenne z honorem, walczył z najniebezpieczniejszym wrogiem, przeto poniósł zasługi, w uznaniu których uwieńczyłem chorągiew 22. Pułku Piechoty orderem Virtuti Militari. Przy końcu wojny, kiedy wszystkie oddziały odpoczywały, to 9. Dywizję Piechoty, jako jedną z najpewniejszych, trzymałem jeszcze dwa lata na stopie wojennej na Kresach. Pamiętam, jak dowódca Dywizji skarżył się wówczas, że połowa oficerów żonatych rozwiedzie się, wskutek „takich” warunków egzystencji. Jestem wodzem, który nakłada obowiązki na tych, których kocha, a to dowód, że Was kocham. Wy Podlasiacy potraficie obowiązki na Was włożone wykonać, więc, niech żyje Ziemia Podlaska, a z nią jej dziecko – 22 Pułk Piechoty.

### Odznaka pamiątkowa
W końcu 1920 roku korpus oficerski postanowił stworzyć pułkową odznakę pamiątkową dla oficerów i szeregowych 22 pp. Odznaka ta została wykonana według projektu prof. Ferdynanda Ruszczyca i przedstawiała podłużny srebrny krzyż nałożony na wieniec z liści laurowych. Na środku krzyża znajdował się orzeł jagielloński, a pod nim dwa (obnażone) złote skrzyżowane (ostrzami do góry) miecze. Na górnym ramieniu krzyża była umieszczona cyfra „22”, na prawym ramieniu pierwsza połowa roku w którym Pułk powstał – „19”, na lewym ramieniu druga część roku – „18”, a na dolnym ramieniu litery „P.P.”. Surowy statut Pułku postanawiał iż odznaka pułkowa należy się tylko tym żołnierzom którzy spędzili co najmniej pół roku na froncie. Odznaka nie została zatwierdzona
12 stycznia 1926 roku pułk przyjął nowy wzór odznaki pamiątkowej. Przedstawiała ona krzyż (w barwach orderu Virtuti Militari niebiesko-granatowej w wersji oficerskiej) na który nałożony był złoty wieniec z liści laurowych. Na górze wieńca znajdowała się cyfra „22”, a na jego dole litery „P.P.”. W środku wieńca znajdował się wizerunek sztandaru 22 pp na tle bagnetów. Zmieniono również zasady przyznawania pułkowej odznaki pamiątkowej. Występowały też odznaki jednoczęściowe – podoficerska i żołnierska
„Pieśń 22 Pułku Piechoty”
Nie formowali nas w koszarach,

Nie był na nas żołnierski strój.

Nie spaliśmy na ciepłych nąrach,

Ale od razu poszli w bój.
My, dwudziesty drugi,

Krwi przeleli strugi,

Na Ojczyzny stos

Rzuciliśmy swój tycia los.
Znosiliśmy, ach!- krwawe boje

Pod Brześciem w ów pamiętny czas,

Gdy brakło chleba i naboi

l każdy był obdarty z nas.
My, dwudziesty drugi i t. d.
W każdej potrzebie, w każdej biedzie,

Wśród Pińskich błot, Warszawy bram,

Z nami nasz dzielny Krok(*) na przedzie,

A teraz chcą go zabrać nam.
My, dwudziesty drugi i t. d.
Myśmy Warszawy wziąć nie dali

teraz nam na duszy lżej,

Bośmy sowiety dobrze sprali

chociaż trochę ich jest mniej.
My, dwudziesty drugi i t. d.
Pułk dwudziesty drugi

Choć krwi przelał strugi,

Ojczyzny będzie bronić wciąż,

Hej wciąż, hej wciąż
My, dwudziesty drugi i t. d.

## Żołnierze 22 pułku piechoty
Dowódcy pułku
- płk Wacław Pażuś (1918)
- płk Kazimierz Chromiński (1918–1919)
- ppłk Władysław Grabowski (22 IV 1919[57]-1920)
- płk Henryk Krok-Paszkowski (1920- 9 VIII 1926 → dowódca piechoty dywizyjnej 9 DP[58])
- ppłk / płk piech. Kazimierz Hozer (21 VIII 1926[59] – † 9 VI 1932[60])
- ppłk piech. Marian Prosołowicz (VII 1932 – 31 III 1934 → dyspozycja komendanta Straży Granicznej)
- ppłk / płk piech. Feliks Jędrychowski (1 IV 1934[61] – 1939)

Zastępcy dowódcy pułku
- ppłk piech. Mieczysław Sokół-Szahin (10 VII 1922 – 1927 → dowódca 78 pp)
- ppłk piech. Stanisław Lewicki (5 V 1927 – 28 I 1931 → dowódca 85 pp)
- ppłk dypl. piech. Władysław Michalski (28 I 1931 – 1936 → dowódca 86 pp)
- ppłk piech. Władysław Adamus (31 III – VIII 1939 → dowódca OZ 9 DP)

II zastępca (kwatermistrz)
- mjr piech. Mieczysław Bero (1938–1939)

### Żołnierze 22 pułku piechoty – ofiary zbrodni katyńskiej
Biogramy ofiar zbrodni katyńskiej znajdują się między innymi w bazach udostępnionych przez Ministerstwo Kultury i Dziedzictwa Narodowego oraz Muzeum Katyńskie
| Nazwisko i imię        | stopień            | zawód             | miejsce pracy przed mobilizacją | zamordowany |
| ---------------------- | ------------------ | ----------------- | ------------------------------- | ----------- |
| Kozłowski Feliks       | ppor. rez.         | urzędnik          | Urząd Skarbowy w Ostrowi Maz.   | Katyń       |
| Kubala Franciszek      | kapitan            | żołnierz zawodowy | dowódca kompanii gospodarczej   | Katyń       |
| Kuźma Jan              | por. rez.          | nauczyciel        | kier. szkoły w Kraskach         | Katyń       |
| Opaliński Eugeniusz    | ppor. rez.         | nauczyciel        | szkoła powszechna w Siedlcach   | Katyń       |
| Ponichtera Antoni      | ppor. rez.         |                   |                                 | Katyń       |
| Skolimowski Mieczysław | ppor. rez.         | handlowiec        |                                 | Katyń       |
| Trojan Stanisław       | major              | żołnierz zawodowy |                                 | Katyń       |
| Wilkowiecki Józef      | ppor. rez.         | prawnik           |                                 | Katyń       |
| Adamus Władysław       | podpułkownik dypl. | żołnierz zawodowy |                                 | Charków     |
| Chrzanowski Jan II     | mjr piech.         | żołnierz zawodowy |                                 | Charków     |
| Gnatowski Aleksander   | ppor. rez.         | nauczyciel        | kier. szkoły w Dziatkowicach    | Charków     |
| Kondera Czesław        | ppor. rez.         | nauczyciel        |                                 | Charków     |
| Kubaj Piotr Paweł      | porucznik          | żołnierz zawodowy |                                 | Charków     |
| Kulbicki Stanisław     | kapitan            | żołnierz zawodowy |                                 | Charków     |
| Makać Józef            | ppor. rez.         | nauczyciel        | kier. szkoły w Sobiborze        | Charków     |
| Rembowski Jerzy        | ppor. rez.         | nauczyciel        |                                 | Charków     |
| Samardin Antoniusz     | ppor. rez.         |                   |                                 | Charków     |
| Silicz Bolesław        | ppor. rez.         | nauczyciel        |                                 | Charków     |
| Strzyżowski Marian     | porucznik          | żołnierz zawodowy |                                 | Charków     |
| Terpiłowski Marian     | ppor. rez.         |                   |                                 | Charków     |
| Woronowicz Antoni      | podporucznik       | żołnierz zawodowy | dowódca plutonu 8 /22 pp        | Charków     |
| Lewandowski Czesław    | porucznik          | żołnierz zawodowy | dowódca 5/22 pp                 | ULK         |
| Kaczorowski Marian     | kpt. rez.          | starosta koniński |                                 | BLK         |

## Upamiętnienie

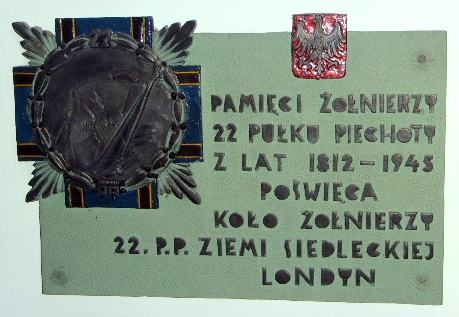
Tablica w kościele garnizonowym w Londynie